# Ulrich Rülein von Calw
Ulrich Rülein von Calw (také: Ulrich Rülein von Kalbe, Ulricus Molitoris de Calb a U. Kalb(us); 4. července 1465, Calw – 1523, Lipsko) byl humanista, lékař, matematik a montanista, činný rovněž jako geodet, městský stavitel a astrolog. Pět let byl purkmistrem horního města Freibergu.

## Život a dílo
„Molitoris Uldaricus de Calb“, syn mlynáře z Calwu, započal v zimním semestru 1485 na Lipské univerzitě studium svobodných umění a medicíny. V roce 1487 se stal bakalářem roku 1490 získal titul magister artium. V letech 1497/1497 se ve službách saského vévody Jiřího Bradatého v Krušných horách věnoval vyměřování a rozvíjení plánovaného města „Neustadt am Schreckenberge“, pozdějšího horního města Annaberg. Poté se stal městským lékařem ve Freibergu, kde roku 1508 získal měšťanské právo. Později tu byl radním a v letech 1514–1519 purkmistrem. Souběžně s těmto funkcemi působil jako zeměměřič, stavební inženýr, odborník na těžbu a astrolog. Mimo jiné vyvinul kapesní sluneční hodiny s funkcí kompasu či nástroje na měření úhlu. Kolem roku 1500 vydal první německojazyčný tištěný spis o těžbě pod názvem Ein nützlich Bergbüchlin. Tento vzdělávací a zároveň těžbu propagující spis znamená počátek vývoje, který dosáhl svého prvního vrcholu v díle Georgia Agricoly. Kniha je psána formou dialogu, v němž jedna mytická postava, středověký hornický odborník Daniel, učí mladého horníka. Populárně naučnou formou jsou zde předávány znalosti o rudných ložiskách, pravidla jejich vyhledávání a rovněž ekonomické zkušenosti, jako je tzv. kux, respektive výpočet podílu těžební společnosti. Tato knížka je nejstarším tištěným zdrojem německého hornického jazyka.
V letech 1514/15 založil Ulrich Rülein společně Lutherovým přítelem Nikolausem Hausmannem (1479–1538) ve Freibergu první humanistické gymnázium v Sasku, na němž mimo jiné vyučovali Johannes Rack (1457–1520) a Petrus Mosellanus (1493–1524). Jakožto nová instituce se muselo gymnázium prosazovat vůči katedrální škole, která stále měla v městské radě své zastánce. V roce 1519 Rülein opustil Freiberg a převzal v Lipsku místo profesora medicíny. Mor, jenž ve Freibergu zabil více než 2000 lidí, podnítil Rüleina k sepsání dvou morových spisů, z nichž jeden byl vydán tiskem. Roku 1521 jej Jindřich Zbožný pověřil plánováním výstavby nového města v Krušnohoří, pozdějšího Marienbergu. Žádný portrét Ulricha Rüleina se nedochoval, pouze rok úmrtí 1523 a Lipsko jako předpokládané místo smrti.
Ulrich Rülein von Calw byl ženatý s Katherinou Hausmannovou. Jejich dcera Margarita byla manželkou Valentina Alnpecka a matkou drážďanského zlatníka Martina Alnpecka.
Na počest Ulricha Rüleina von Calw je pojmenována sportovní hala ve Freibergu.

## Spisy
- Eyn wohlgeordnet und nützlich büchlein, wie man bergwerk suchen und finden soll, Augsburg 1505, Dostupné online Archivováno 10. 8. 2009 na Wayback Machine., 1534 Dostupné online
- Ein nützlich Bergbüchlin, Erfurt 1527, Dostupné online